# Klaus Stiller
Klaus Stiller (* 15. April 1941 in Augsburg; † 19. August 2024 in Berlin) war ein deutscher Schriftsteller.

## Leben
Klaus  Stiller war der Sohn eines Arztes. Er besuchte das Realgymnasium  Augsburg und machte 1961 in Lauingen/Donau sein Abitur. Von 1961 bis 1968 studierte er Germanistik und Romanistik in München, Grenoble und Berlin. 1963/64 war er Teilnehmer des Kreises um Walter Höllerer am Literarischen Colloquium Berlin. Nach dem Abschluss seines Studiums war Stiller Freier Schriftsteller und lieferte Beiträge zu Literaturzeitschriften und für Rundfunkanstalten. 1971 war er für kurze Zeit Lektor beim Melzer Verlag; ab 1981 war er Literaturredakteur beim Berliner RIAS.
Klaus Stiller war einer der Hauptvertreter der deutschsprachigen Dokumentarliteratur der Siebzigerjahre. Anliegen seiner experimentellen, häufig auch satirischen Texte war Gesellschaftskritik mittels Sprachkritik. Neben seinen Prosawerken hat Stiller auch Hörspiele und zahlreiche Radio-Features verfasst.
Klaus Stiller, der Mitglied des PEN-Zentrums Deutschland war, wurde 1977 mit dem Förderpreis zum Hermann-Hesse-Preis ausgezeichnet.

## Werke
- Die Absperrung. Olten [u. a.] 1966
- H. Neuwied [u. a.] 1970
- Tagebuch eines Weihbischofs. Berlin 1972
- Die Faschisten: italienische Novellen. Hanser, München [u. a.] 1976
- Traumberufe. München [u. a.] 1977
- Weihnachten. München [u. a.] 1980
- Das heilige Jahr. München [u. a.] 1986
- Die Klassiker der italienischen Literatur. Düsseldorf 1988
- Dem Dichter – sein Vaterland. München [u. a.] 1991
- Ach, das ferne Land. Berlin 1992
- Vom Volke der Deutschen. Zürich [u. a.] 2000

Herausgeberschaft
- Italienische Erzählungen des 20. Jahrhunderts. München [u. a.] 1982

Übersetzungen
- Eduardo de Filippo: Huh, diese Gespenster! Berlin 1977
- Eduardo de Filippo: Der große Zauber. Berlin 1978
- Luce D’Eramo: Solange der Kopf lebt. Stuttgart 1976